# Комијска прашума
Комијске прашуме (руски: Девственные леса Коми) је највећа европска прашума (32,800 км²). Налази се на северном делу Урала у руској републици Коми. Год. 1995, уписана је на УНЕСКО-в Списак места Светске баштине у Европи као највеће подручје тајге, тундре и мочварних тресетишта с рекама и природним језерима, на којима успевају углавном четинари, али и врбе и брезе. 
Заштићено подручје одговара руским заштићеним подручјима природног резервата Печора-Иљич (Печоро-Илычский заповедник) и националног парка Југид-ва (Югыд ва), највећег у Русији и Европи (18.917 км²).
Најзаступљеније дрвеће су Сибирска смрека (Picea obovata), Сибирска јела (Abies sibirica) и Сибирски ариш (Larix sibirica). Фауна укључује више од 200 врста птица и многе врсте ретких риба, док су најзаступљенији сисари: ирвас (Rangifer tarandus), самур (Martes zibellina), Европски визон (Mustela lutreola) и зец (Lepus europaeus).
Одмах по упису на списак Светске баштине заустављена је сеча коју је изводила француска фирма HUET, али упркос заштити још увек траје бесправна сеча и уништавање околине коју чине трагачи злата. Влада републике Коми, упркос забрани, подупире експлоатацију извора злата и покушава померити границе заштићеног подручја како би северне делове парка Југид-ва, где се налазе налазишта, искључили из заштићеног подручја, што је недавно одбио Врховни суд.

## Географија
Девичанске шуме Коми припадају екорегиону тајге Уралских планина. Доминантне врсте дрвећа су сибирска смрча, сибирска јела и сибирски ариш, док су најистакнутији сисари ирваси, самур, нерц и зец.
Локација одговара руском резервату природе Печора-Илич и националном парку Југид Ва. Његов статус локације светске баштине признат је 1995. године, што га чини првим природним местом светске баштине у земљи. Ово признање је локацији донело додатна финансијска средства из иностранства и спасило га од непосредне сече од стране француске компаније (HUET Holding). Међутим, претње очувању и даље остају, посебно нелегална сеча шума и ископавање злата. Налазишта злата у северном делу Националног парка Југид-Ва требало је да буду ископана пре 1995. године.

## Опасности
Упркос томе што је ово подручје признато као место светске баштине, иницијативе вађења злата активно се воде од стране шефа републике и Министарства природе Комија.

## Галерија
- Сосногорск, Република Комија[14]
- Печоро-Иличскиј резерват природе[15]

## Спољашне везе
- Komijske prašume na Фондација заштите светске баштине
- UNEP-WCMC светска баштина Комијске прашуме
- Pechora-Ilych Nature Reserve
- Pechora-Ilych National Biosphere Nature Reserve
- D.V. Zhitnev (Д.В.Житенев), M.M. Serebryanny (М.М.Серебрянный) "Research Activities in Pechora Ilych Nature Reserve. World's First Experimental Moose Farm". (Научная деятельность в Печоро-Илычском заповеднике. Первая в мире опытная лосеферма) (1988)
- Pechora Ilych Reserve "moose farm", a recent trip report
- T.Lecomte, "La réintroduction de l'Elan (Alces alces) dans les zones humides: Un projet dans le cadre du développement durable des zones humides éfavorisées" (Nov-1998)
- E.P. Knorre. „Change in the behavior of moose with age during the domestication”. Le Naturaliste Canadien. 101 (1-2): 371—377. 1974., ,.